# 메건 멀랠리
메건 멀랠리(Megan Mullally, 1958년 11월 12일 ~ )는 미국의 배우이다.

## 참여 작품

### 영화
- 위험한 청춘 (1983년 영화)
- 어젯밤에 생긴 일
- 블루 벨벳 (영화)
- 여기보다 어딘가에 (1999년 영화)
- 멍키본
- 리바운드 (2005년 영화)
- 꿀벌 대소동
- 페임 (2009년 영화)
- 버레스크 (영화)
- 임신한 당신이 알아야 할 모든 것
- 킹 오브 썸머
- 난 지구 반대편 나라로 가버릴테야
- 몬스터 호텔 2
- 와이 힘?
- 더 디제스터 아티스트
- 오 루시! (2017년 영화)
- 어디갔어, 버나뎃 - 주디틀 역

### 텔레비전
- 제시카의 추리극장
- 분노의 선택
- 꿋꿋한 주석 병정
- 사인필드
- 배트맨 (애니메이션)
- 프레이저 (시트콤)
- 매드 어바웃 유
- 저스트 슛 미
- 솔로몬 가족은 외계인
- 킹 오브 더 힐
- 컨트리 뮤직 텔레비전
- Peep and the Big Wide World
- 내가 그녀를 만났을 때
- 보스턴 리걸
- 30 ROCK
- 팍스 앤 레크리에이션
- 밥스 버거스
- 해피 엔딩 (시트콤)
- 업 올 나이트 (시트콤)
- 리틀 프린세스 소피아
- 라이프 인 피시즈
- 제25회 미국 배우 조합상
- 심슨 가족